# Онфруа III де Торон
Онфруа́ III де Торо́н (фр. Onfroy III de Toron; не позднее 1148 — 1173) — сын Онфруа II де Торон и отец Онфруа IV де Торона. В 1163 женился на Стефании де Милли, наследнице Трансиордании, в 1179 году их сын Онфруа IV, унаследовал титул своего деда Онфруа II, так как сам Онфруа III умер в 1173. Их дочь, Изабелла, была замужем за королём Армении Рубеном III.